# Chapelhall
Chapelhall est un village situé dans le North Lanarkshire, en Écosse.